# Киязибаш
Киязибаш (баш. Киәҙебаш) — деревня в Буздякском районе Республики Башкортостан Российской Федерации. Входит в состав Арслановского сельсовета. 

## География

### Географическое положение
Расположена у истока реки Киязы.
Расстояние до:
- районного центра (Буздяк): 36 км,
- ближайшей ж/д станции (Буздяк): 36 км.

## Население
| 2002 | 2009 | 2010 |
| ---- | ---- | ---- |
| 28   | ↘22  | ↗24  |

Согласно переписи 2002 года, преобладающая национальность — башкиры (82 %).
Согласно переписи 2010 года, преобладающая национальность — татары (65 %).